# Жержевський Сергій Олександрович
Сергі́й Олекса́ндрович Жерже́вський (нар. 24 грудня 1987, с. Шишкань, Молдавська РСР, СРСР — пом. 6 червня 2022, м. Сєвєродонецьк, Луганська область, Україна) — український військовослужбовець, старший солдат Національної гвардії України, старший механік-водій (фактично — командир підрозділу) батальйону «Свобода» 4-ї Бригади оперативного призначення "Рубіж", учасник російсько-української війни, який загинув у ході російського вторгнення в Україну. Герой України (2022, посмертно).

## З життєпису
Виріс у багатодітній родині (мав брата і чотирьох сестер), проживав у Розкішненській сільській раді Кіровоградської області.
У 26-річному віці брав активну участь у подіях Революції Гідності, потому приєднався до добровольчого батальйону «Донбас» Національної гвардії України, у складі якого влітку 2014 року визволяв Попасну, Лисичанськ та Курахове. Був одним із учнів «Скіфа» — досвідченого розвідника-«афганця» прапорщика резерву Олександра Романенка. 
У бою за Іловайськ із побратимами потрапив до полону проросійських терористів. 26 грудня 2014-го з іще 145 воїнами України звільнений з полону. 2015 року нагороджений орденом «За мужність» ІІІ ступеня. 2016 року повернувся до цивільного життя, працював на будівництві, як в Україні, так і за кордоном.
У лютому 2022 року Сергій приєднався до столичного ДФТГ «Свобода», брав активну участь у визволенні Київщини, зокрема, міст Гостомель, Ірпінь, Буча. Після того, як добровольців-«свободівців» за їхнім бажанням було офіційно мобілізовано у один батальйон 4-ї бригади НГУ, у складі підрозділу обороняв міста Рубіжне та Сєвєродонецьк на Луганщині.
Загинув 6 червня 2022 року при обороні Сєвєродонецька, діставши смертельних поранень внаслідок ворожого артилерійського обстрілу. Похований на Лісовому кладовищі в Києві.

## Нагороди
- Звання Герой України з удостоєнням ордена «Золота Зірка» (16 вересня 2022, посмертно) — за особисту мужність і героїзм, виявлені у захисті державного суверенітету та територіальної цілісності України, самовіддане служіння Українському народу[2]
- Орден «За мужність» III ст. (25 березня 2015) — за особисту мужність і високий професіоналізм, виявлені у захисті державного суверенітету та територіальної цілісності України[3]